# Guy de Maupassant

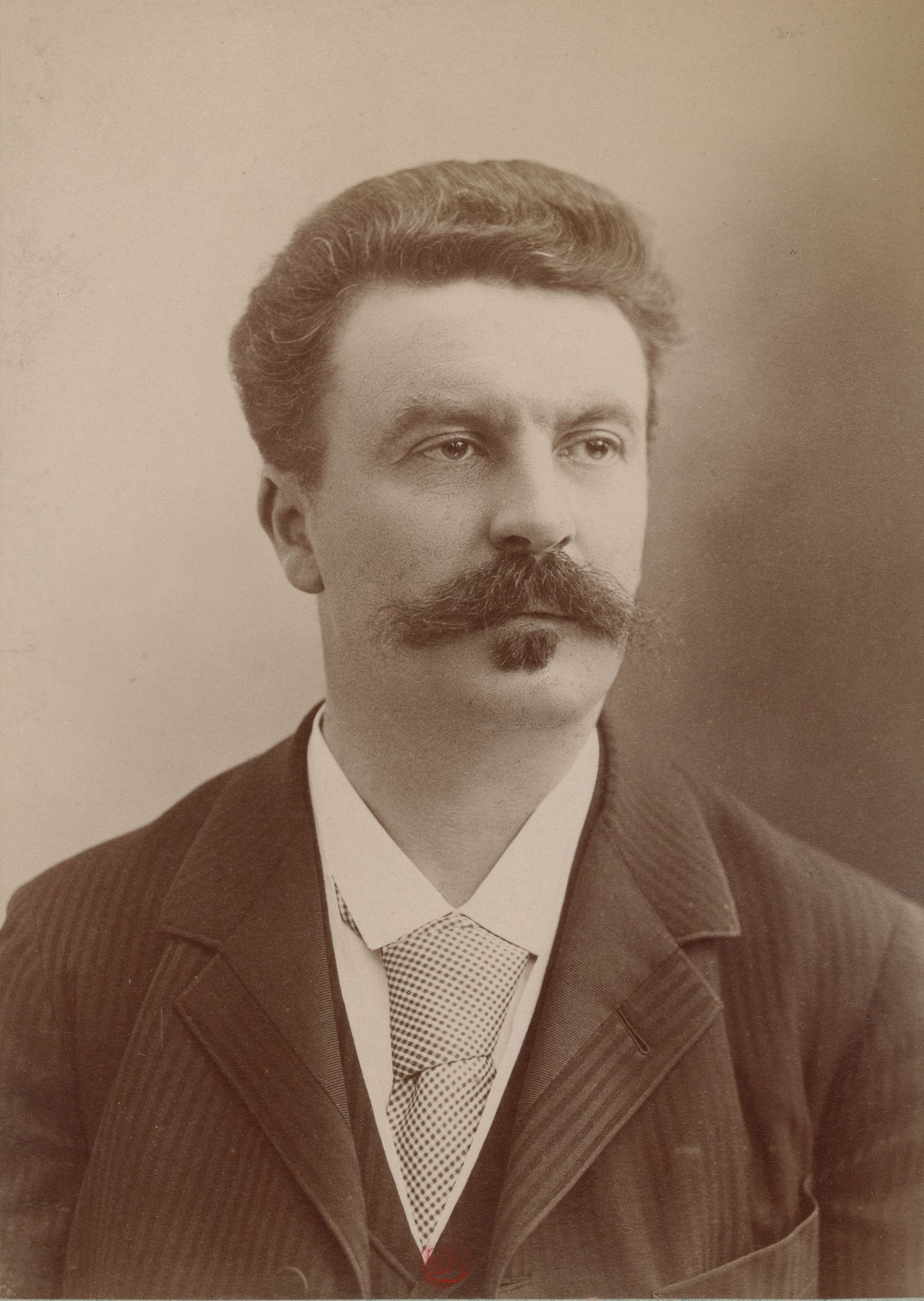
Guy de Maupassant, um 1888

Henry René Albert Guy de Maupassant [gidəmopɑˈsã] (* 5. August 1850 auf Schloss Miromesnil in Tourville-sur-Arques, Normandie; † 6. Juli 1893 in Passy, Paris) war ein französischer Schriftsteller und Journalist. Maupassant gilt neben Stendhal, Balzac, Flaubert und Zola als einer der großen französischen Erzähler des 19. Jahrhunderts. Er ist auch einer der am häufigsten verfilmten Autoren.

## Leben und Schaffen

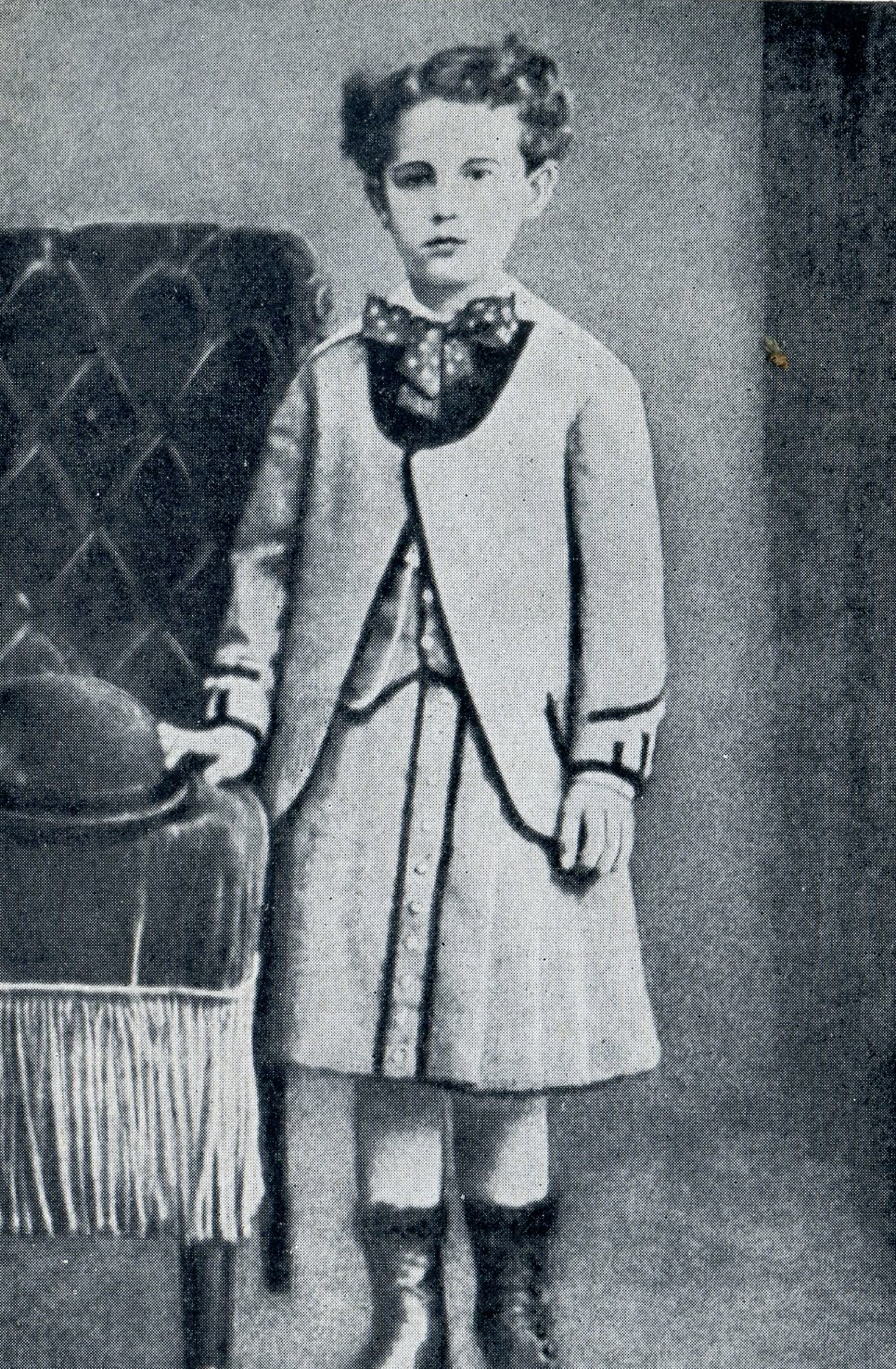
Guy de Maupassant im Alter von 7 Jahren

### Kindheit und Jugend
Entgegen der verbreiteten Ansicht, dass das normannische Hafenstädtchen Fécamp sein Geburtsort sei, wurde Guy de Maupassant sowohl nach zeitgenössischen Quellen als auch nach neueren Forschungen (2005) auf Schloss Miromesnil in Tourville-sur-Arques bei Dieppe geboren, das seiner Familie zwar nicht gehörte, aber 1849 von ihr angemietet worden war. Seine Kindheit verbrachte er jedoch überwiegend in Fécamp. Seine Mutter, Laure Le Poitevin, war die Schwester eines Jugendfreundes von Gustave Flaubert, sein Vater ein aus einer neuadeligen Familie stammender Privatier, der sich bald durch seinen aufwändigen Lebensstil ruinierte (weshalb man u. a. das Schloss rasch wieder aufgab) und seine Frau zudem durch Seitensprünge verärgerte. Als der Vater 1859 in Paris als Bankangestellter arbeiten musste, trennte sich die Mutter kurz danach von ihm und ging mit Guy und seinem jüngeren Bruder Hervé zurück in die Normandie, in das aufstrebende Seebad Étretat.
Maupassant besuchte als Internatsschüler zunächst das katholische Seminar (petit séminaire) der Kreisstadt Yvetot, in dem nicht nur angehende Priester unterrichtet wurden, fühlte sich dort aber unwohl. Als Schüler unternahm er bereits literarische Versuche und wurde mit 17 wegen eines frechen Gedichts von der Schule verwiesen. Er wechselte auf das staatliche Gymnasium von Rouen, wo er von einem anderen Jugendfreund Flauberts, dem heute vergessenen Autor Louis Bouilhet, betreut wurde und auch Flaubert selbst kennenlernte, der ihm später ein väterlicher Freund wurde. Im Oktober 1868 rettete er das Leben des Poeten Algernon Charles Swinburne an der Küste von Étretat in der Normandie.
Nach dem Baccalauréat 1869 begann er in Paris ein Jura-Studium und wohnte bei seinem Vater. Er musste es aber unterbrechen, weil er nach Beginn des Französisch-Preußischen Krieges eingezogen wurde. Er kam zwar nicht zur kämpfenden Truppe, erlebte aber die Niederlage und die teilweise Besetzung Frankreichs durch preußisches Militär hautnah mit.

### Die literarischen Anfänge

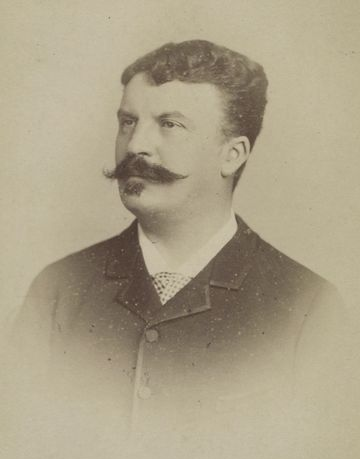
Guy de Maupassant zu Beginn seiner schriftstellerischen Karriere

Nach seiner Demobilisierung im Herbst 1872 führte Maupassant sein Studium nicht weiter, sondern nahm, dank der Vermittlung Flauberts, einen Posten als mittlerer Angestellter zuerst im Marine- und 1877 im Bildungsministerium an. Als Ausgleich für die lustlos ausgeübte Berufstätigkeit verbrachte er seine Freizeit Ruderboot fahrend auf der Seine, verbunden mit diversen Liebesabenteuern. Hierbei infizierte er sich 1877 mit Syphilis.
Neben Beruf und Hobby betätigte er sich unter Anleitung Flauberts literarisch in verschiedenen Gattungen, auch mit Gedichten und Theaterstücken. Doch veröffentlichte er lange Zeit fast nichts. Über Flaubert, der häufig in Paris weilte, erhielt er Kontakt zu Pariser Literaten, insbesondere 1875 zu Émile Zola, dem Chef der jungen Schule des Naturalismus. Maupassants Durchbruch als Autor war 1880 die meisterhafte psychologische Novelle Boule de suif („Fettklößchen“), die in einem Sammelband antimilitaristischer Erzählungen erschien, den Zola, Joris Karl Huysmans und andere schon bekannte naturalistische Autoren unter dem Titel Les Soirées de Médan herausgegeben hatten.

### Aufstieg
Nach dem Erfolg von Boule de suif gab Maupassant die Produktion lyrischer und dramatischer Texte weitgehend auf. In den nächsten zwölf Jahren schrieb er mit rasch wachsendem Prestige und Einkommen vor allem erzählende Werke. Insgesamt brachte er es auf ca. 300 Novellen und 6 Romane, die jedoch nicht alle fertig wurden. Seine drei Reisebücher, ein Gedichtband und ein Band Theaterstücke waren eher Beiprodukte. Dank seines Erfolgs konnte er Ende 1880 seinen Angestelltenposten aufgeben, 1883 ein Haus in Étretat bauen und 1885 eine Segelyacht kaufen.
Die Handlungen der meist dem Naturalismus nahestehenden erzählenden Werke spielen überwiegend in der heimatlichen Normandie und in Paris. Ort der Erstveröffentlichung war in der Regel das Feuilleton von Pariser Zeitschriften, wie Le Gaulois und Gil Blas. Heute noch gelesen werden – neben zahlreichen als Schullektüre obligaten Erzählungen – die Romane Une vie (1883) und vor allem der in vielerlei Hinsicht autobiografische Bel-Ami (1885). Une vie schildert die Enttäuschung aller Jungmädchenhoffnungen und den sozialen Abstieg einer adeligen Frau von ihrem 17. bis ca. 50. Lebensjahr. Bel-Ami zeigt die entscheidenden Jahre eines (von Maupassant sichtlich als Figur zugleich ungeliebten und bewunderten) jungen Mannes kleinbürgerlicher Herkunft, der durch sein Glück bei den Frauen, aber auch durch Energie, Geschick und Ehrgeiz vom Provinzler und kleinen Büroangestellten zum erfolgreichen Pariser Journalisten, Schwiegersohn eines reichen Zeitungsverlegers und künftigen Politiker aufsteigt. Weniger bekannt geworden ist der Roman Pierre et Jean (1887/88), den manche für seinen besten halten.
Außer seinen literarischen Texten verfasste Maupassant zahlreiche politische – meist regierungskritische – Artikel (sog. chroniques) für Pariser Zeitungen. Er zählt zu der Künstlergruppe, die sich in den Jahren vor 1889 gegen die Errichtung des Eiffelturms wendete. Zugleich führte er neben seiner Schriftstellerei eine unruhige Existenz. Er hatte wechselnde Geliebte (mit denen er insgesamt drei Kinder hatte), weilte oft in seinem Haus in Étretat, unternahm drei längere Reisen nach Nordafrika, lebte zeitweilig in Cannes und Antibes und unternahm von dort aus Reisen auf seiner Yacht Bel-Ami.

### Frühes Ende

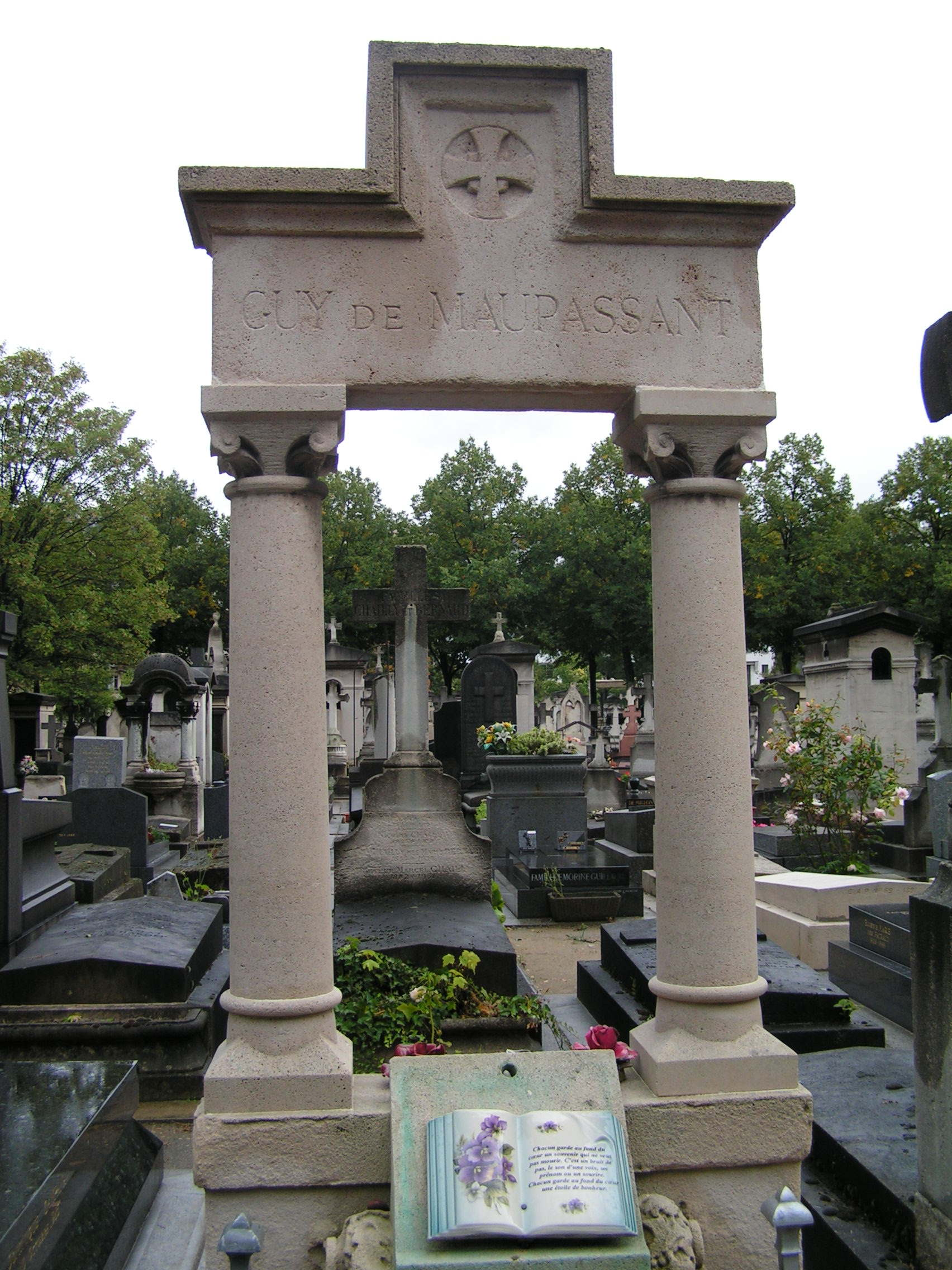
Maupassants Grab auf dem Friedhof von Montparnasse

Offensichtlich war ihm die Wahrscheinlichkeit eines frühen Todes aufgrund seiner Syphilis bewusst, was ihm die letzten Lebensjahre stark verdüsterte. Außerdem litt er unter der Angst, verrückt zu werden wie sein Bruder Hervé. Obwohl seine gesundheitlichen Probleme (Schlaflosigkeit, Kopfschmerzen, Sehstörungen, Angstzustände, Halluzinationen usw.), die auf eine seit 1879 oder eher bestehende depressive Psychose hinweisen, auch aufgrund seines Drogenkonsums in den späten 1880er Jahren stark zunahmen, hielt er sie geheim und arbeitete wie besessen. Seine düsterer werdenden Texte könnten jedoch seinen Zustand widerspiegeln.

„Ein hervorragender Pariser Psychiater Dr. Paul Garnier erklärte, daß in dem vor einigen Jahren von Maupassant veröffentlichten unheimlichen Buche ‚Le Horla‘ bereits Spuren der Geisteszerrüttung des Dichters zutage treten. Dieses Werk, welches die Psychologie und Physiologie des Wahnsinns schildert, erregte seinerzeit großes Befremden im literarischen Frankreich, wurde aber bald von meisterhaften neuen Schöpfungen Maupassant’s in den Hintergrund gedrängt. Garnier behauptet nun, daß nur ein selbst zerrütteter Geist eine derartige wahrheitsgetreue Schilderung des Irrsinns und all’ seiner Erscheinungen zu schaffen vermag. – In Paris circuliren die seltsamsten Vermuthungen über die Ursachen, welche den Wahnsinn Maupassant’s zur Folge gehabt haben mögen. […] Zu den verschiedenen Versionen gesellen sich noch viele andere, die von geistiger Ueberanstrengung oder von Ausschweifungen in der Liebe oder von Morphinismus reden. […] Seine Mutter leidet an einer nervösen Krankheit, welche sie unfähig zur Ertragung des Tageslichtes macht, und sein Bruder ist im Wahnsinn gestorben. Der Romancier selbst sagte oft zu seinen Freunden: ‚Ich habe dieselbe Krankheit wie meine Mutter, und ich pflege mich.‘ […] Aber schon lange Jahre voraus zeigen sich in seinem Leben die Boten der furchtbaren Krankheit, vor Allem als Fälle übertriebener Reizbarkeit.“

In seiner Einleitung zur Gesamtausgabe der Novellen und Romane schreibt Ernst Sander: „Die Handschrift ist anfangs so gleichmäßig und fließend, dass man meinen könnte, die Niederschrift sei nach Diktat erfolgt; denn Maupassant pflegte seine Novellen im Kopf auszuarbeiten – bisweilen hat er sie, wie verschiedentlich bezeugt worden ist, vor der schriftlichen Fixierung im gleichen Wortlaut erzählt, den er hernach zu Papier brachte. In seiner Spätzeit jedoch wurden die Korrekturen, die Streichungen und Ergänzungen in seinen Manuskripten immer häufiger. Das Manuskript des Bel Ami wirkt sauber wie eine Kopie; aber die Handschrift seines letzten Romans, Notre Cœur (Unser Herz) legt beredtes Zeugnis davon ab, unter welcher Mühewaltung, ja, unter welchen Qualen das Werk entstanden ist.“
Am Neujahrsabend 1892 brach er beim Abendessen bei seiner Mutter zusammen, kam aber bald wieder zu sich. Er kehrte trotz Bitten der Mutter, bei ihr zu bleiben, nach Cannes zurück und unternahm dort einen Selbstmordversuch. Am 6. Januar 1892 wurde er in eine psychiatrische Klinik in Passy bei Paris (Heilanstalt von André Meuriot) eingeliefert:

„Wie eine gestern Abends eingetroffene Depesche meldet, wird sich der Unglückliche bereits heute in einer Irrenheilanstalt befinden. Gestern ist Guy de Maupassant von Cannes mittelst Separatzuges, von einem Wärter und zwei Dienern begleitet, nach Paris abgereist, um von dort nach Passy in die Heilaustalt des Doktors Blanche gebracht zu werden.“

Dort starb er am 6. Juli 1893 in geistiger Umnachtung. Er wurde auf dem Pariser Friedhof Montparnasse beigesetzt.

## Rezeption und Werkanalyse

### Rezeption
Maupassant wurde zu Lebzeiten und danach in Frankreich für die Literaturrezensenten lange Zeit negativ-kritisch gesehen. Er wurde wegen seiner leichten Zugänglichkeit vielfach als einfach und oberflächlich eingestuft. Die Novellen, mit denen der Autor einem größeren Publikum bekannt wurde, spielten in der französischen literaturtheoretischen Diskussion keine Rolle. In der Literaturkritik der critique traditionelle waren vielmehr die Romanautoren anerkannt. Dazu zählten vor dem Erscheinen Maupassants Stendhal, Balzac, Flaubert, Zola und andere. Erst ab den 1960er Jahren wurde Maupassant in Frankreich im Rahmen der nouvelle critique radikal neu gesehen, indem Sichtweisen anderer Wissenschaftsbereiche wie der Sprachwissenschaft, Anthropologie, Soziologie oder Philosophie in die Literaturdiskussion eingebracht wurden.
Ganz anders wurde Maupassant im Ausland aufgenommen. In den Vereinigten Staaten erreichten seine Novellen zu Lebzeiten des Autors eine Auflage von 169.000 Exemplaren, die Romane 180.000 Exemplare. Hier entwickelte sich seit der Mitte des 19. Jahrhunderts eine Novellentheorie mit Kriterien, die grundlegend für die Entstehung der „short story“ als Genre wurden. Henry James schuf das Bild von Maupassant als den „lion in the path“, des Löwen, der sein Terrain souverän beherrscht und so alle anderen zur Umkehr zwingt. Ab der Wende zum 20. Jahrhundert bis in die Gegenwart richtete sich die amerikanische Novellentheorie stark an Maupassant aus. Aus vergleichbaren Gründen erreichte Maupassants Werk in Deutschland, England, Italien und Russland ebenfalls hohe Anerkennung sowohl in der Bevölkerung als auch in der Literaturtheorie. Zu seinen anhaltenden Bewunderern zählten Thomas Mann, Heinrich Mann, Tolstoi, Turgenjew, Pirandello und andere.

### Die Qual der Kreatur als Kernthema
Maupassant schrieb den Großteil seines Werks in einer Epoche mit eingeborenem Pessimismus, der an den Schwierigkeiten des Daseins wuchs. Pessimismus und Resignation wurden vertieft durch den verlorenen deutsch-französischen Krieg 1870/71 und durch den Einfluss des Werks von Arthur Schopenhauer mit dessen Verdammtheit zum Leiden. „Der Mensch ist nach Maupassant kein moralisch handelndes, sondern ein biologisch unzulängliches, triebhaft fixiertes Wesen animalischen Zuschnitts, kurz – ein unfertiger Entwurf“. […] Die die Menschen verbindenden Gefühle wie Freundschaft und Liebe sind brüchig und wenig dauerhaft, […] der Mensch ist isoliert und auf sich selbst zurückgeworfen. Die Gesellschaft bildet nach Maupassants Worten das Bild einer „ewigen, allumfassenden, unzerstörbaren und allmächtigen Dummheit“.
Die Qual der Kreatur ist der Grundakkord vom Maupassant und sein Hauptanliegen. Die „Krankheit des Jahrhunderts“ (mal de siècle) erscheint bei ihm als Krankheit des Daseins überhaupt. Von diesem Grundmotiv konnte nur ein sensibles Naturell bewegt werden. Der Krieg 1870/71 wurde für Maupassant gerade wegen seiner Sensibilität zum entscheidenden Erlebnis. Wie stark Maupassants spätere Krankheit seine Gefühle verstärkte, ist ungeklärt.
Für die Ausgestaltung des Grundthemas siedelt Maupassant seine Erzählungen mit einer objektiven, äußerst präzise-nüchternen gegenwartsbezogenen Erzählweise in seinem eigenen Erfahrungsschatz an. Dazu bildet er in den Erzählungen und Romanen das gesamte Spektrum der damaligen französischen Gesellschaft ab: bäuerlich-normannisches Umfeld (z. B. Die Schnur), das Kleinbürgertum (z. B. Der Schmuck), das Großbürgertum (z. B. Fettklößchen), die Aristokratie, aber auch die Entrechteten, Ausgestoßenen, das soziale Strandgut der Gesellschaft (z. B. Monsieur Parent). Darunter sind Szenen normannischer Bauern und Fischer, eigene Kriegserlebnisse, sein Pariser Leben als kleiner Beamter, sonntägliche Ruderbootpartien auf der Seine oder seine Reisen in den Süden Frankreichs. In den Erzählungen wie in den Romanen werden menschliche Habsucht, Machtgier, Bosheit und Gefühllosigkeit, Neid aber auch deren Opfer gezeigt, die Opfer in ihrer Vereinsamung. Die Menschen sind durch ihre Erbanlagen und ihr soziales Milieu für ihr Handeln vorbestimmt. Maupassant weiß keine Lösung zu diesen menschlichen Verhalten und versucht in der Regel keine zu zeigen. Über dem negativen, lebensschweren Grundton steht seine Huldigung an das Leben. Dieses wesentliche Element zeigt sich in seinem praktizierten Familiensinn. Die gelebte Treue und Lebensbejahung zu seinem depressiven Bruder und zu seiner Mutter neutralisiert die Zersetzung der Tendenz, die dem Pessimismus innewohnt und wirkt dem Zerfall der Gesellschaft entgegen. Auch wenn Maupassants Figuren oft von blinder Fatalität bestimmt sind, hat er mit seinen Erzählungen doch eine literarische Welt erschaffen, in der nicht immer zwingend das Schlimmste eintritt.

### Distanz zu Moral
Es ist das Bestreben des Autors, unparteiisch und objektiv zu sein. Das ist gemeint, wenn Maupassant dem Naturalismus zugeschrieben wird. Das begründet somit den Abschied von der Romantik. Maupassant selbst sagt hierzu: „Das Hauptanliegen der Romanciers ist die Beobachtung und die Darstellung der menschlichen Leidenschaften, der guten wie der schlechten. Sie haben nicht die Mission zu moralisieren, zu geißeln oder zu belehren. […] Der Schriftsteller […] sucht das ganze komplizierte Getriebe der menschlichen Motive zu verstehen. […] Er ist nicht mehr gewissenhaft und nicht mehr Künstler, wenn er sich systematisch bemüht, die Menschheit zu verherrlichen, sie herauszuputzen, die nach seiner Ansicht unwürdigen Leidenschaften zu Gunsten der nach seiner Ansicht würdigen zurückzunehmen.“ Maupassant plädiert also dafür, sich als Autor moralisch zurückzuhalten, was ihm fälschlicherweise auch als Gleichgültigkeit vorgeworfen wurde.
Die „plastischen“ (objektiven) Schriftsteller lehnen die direkte Psychologie ab. Die Psychologie muss verborgen statt ausgebreitet sein. Sie wird „zum Gerüst des Werkes, wie das unsichtbare Gerippe beim menschlichen Körper. […] Denn die Menschen berichten uns nicht über die Motive ihrer Handlungen.“ Nach dem Gesetz der Objektivität, wonach der Leser keine Regung des; Autors empfinden soll, präsentiert Maupassant dem Leser oft den Triumph des Gemeinen, Tierischen über das Zarte und Schöne. Damit protestiert er gegen die Empfindungslosigkeit, die Gefühlslosigkeit der Schöpfung. Offenbar sei kein Sinn in dem Ganzen, sagt er. Als Anti-Romantiker achtet er darauf, dass die Gefühle die Form nicht überschwemmen, dass das Gebilde in der Analyse nicht zerfasert.
Gleichzeitig distanziert sich Maupassant vom naturalistischen Bild und überwindet es, wenn er betont, dass eine fotografische Abbildung der Wirklichkeit unmöglich ist. Die vollständige Wahrheit abzubilden, erklärt er für unerfüllbar. Stattdessen will er „eine vollständige Illusion des Wahren“ vermitteln, ohne selbst in Erscheinung zu treten.

### Von den Erzählungen zu den Romanen
Ziemlich übereinstimmend wird der Novellist Maupassant in der Literaturgeschichte hoch über den Romancier gestellt. Das ist nicht deckungsgleich mit den Auflagen. Eine eigene Zusammenstellung Maupassants von 1891 zeigt: Die Gesamtauflagen in Frankreich betrugen damals für die Novellen 169.000 und für die Romane 180.000. Das macht für jeden der 13 Novellenbände eine durchschnittliche Auflage von 13.000. Für jeden der sechs Romane aber 30.000 Exemplare. Maupassant wollte erklärtermaßen weg vom Novellisten hin zum Romancier. Er sah in den Novellen nur Vorstufen zum Roman. Ab 1885 erschienen stetig weniger Novellen, die Romane nahmen hingegen zu. Ab 1887 erschien jährlich ein Roman. Der Autor selbst sah hier die seriöse Gattung. Bei der Leserschaft wurden jedoch die Romane mit Ausnahme von Bel-Ami durch die Novellen verdrängt. Eine Begründung liegt darin, dass die gesellschaftskritische Relevanz der Romane Maupassants als gering gewertet wurde. Diese eingeschränkte Sicht wurde erst ab den 1960/70er Jahren überwunden.
Im Gegensatz zu den Novellen herrscht in den Romanen Maupassants der immanente Grundpessimismus nicht konsequent vor. Die beiden Romane Bel Ami und Mont-Oriol bilden eine Ausnahme zu seiner sonst negativen Grundhaltung. Hier wird individuelles Glück möglich. Geld, Macht und Erfolgsstreben werden als „inauthentische Werte“ herausgearbeitet. Können sich die Protagonisten mit diesen Werten identifizieren, ist ein harmonisches Einswerden mit der Welt möglich. Diese Wendung Maupassants kann mit seiner persönlichen, steilen Erfolgsphase in der Mitte der 1880er Jahre begründet werden. Die letzten Romane Maupassants, Pierre et Jean, Fort comme la Mort und Notre Cœur, zeigen hingegen wieder die vergebliche, tiefe Suche nach absoluten Werten und die Leidensstimmung und das Fügen in das Unabänderliche des „fin de siècle“.

## Verschiedenes
Maupassants Großnichte Jeanne Barthélemy de Maupassant heiratete 1943 Louis Germain David de Funès de Galarza, der unter dem Namen Louis de Funès als Schauspieler bekannt wurde.
Das Zitat „Es sind die Begegnungen mit Menschen, die das Leben lebenswert machen“ ist der Leitspruch der Realschule Balingen.

## Werke (Auswahl)
Erzählungen bzw. Erzählbände (mit deutscher Erstausgabe)

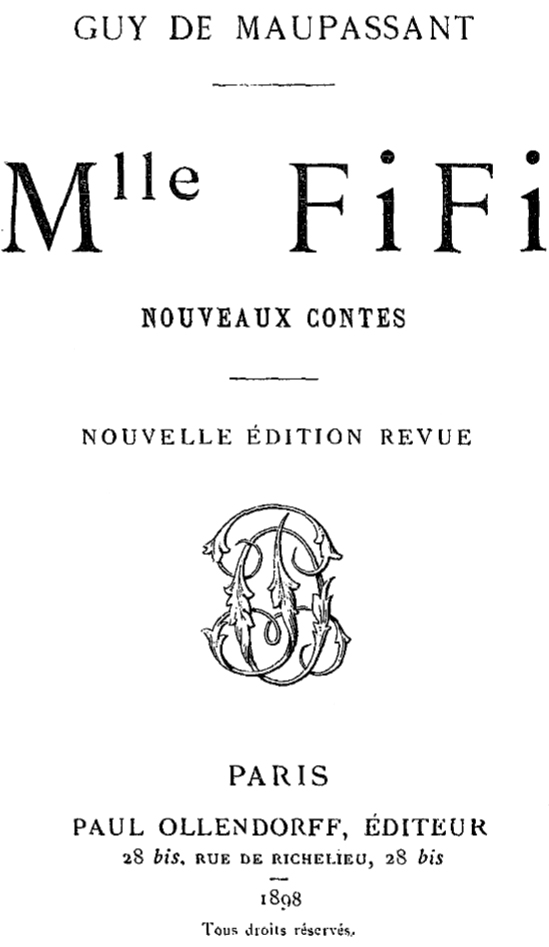
Mademoiselle Fifi
(Einband von 1898)

- La Main d’Écorché (1875; dt. Die Totenhand)
- Le Donner d’eau bénite (1876; dt. Der Weihwasserspender)
- Coco, Coco, Coco frait! (1876; dt. Frischer Lakritzensaft!)
- Le Mariage du Lieutenant Laré (1877, dt. Die Heirat des Leutnants Lare)
- Boule de suif (1880; dt. Fettklößchen 1893)
- Les Conseils d’une grand’mère (1880, dt. Die Ratschläge einer Großmutter)
- La Maison Tellier (1881; dt. Das Haus Tellier, bzw. Das Freudenhaus 1893)
- Histoire d’une fille de ferme (1881; dt. Geschichte einer Bauernmagd)
- Une partie de campagne (1881, dt. Eine Landpartie)
- Le Papa de Simon (1881, dt. Simons Papa)
- En famille (1881; dt. Im Familienkreise)
- Sur l’eau (1881, dt. Auf dem Wasser)
- La Femme de Paul (1881; dt. Pauls Frau)
- Au Printemps (1881, dt. Im Frühling)
- Les Tombales (1881, dt. Die Grabhetären)
- Par un soir de printemps (1881, dt. An einem Frühlingsabend)
- Les Dimanches d’un bourgeois de Paris (1880; dt. Sonntage eines Pariser Bourgeois)
- Une aventure parisienne (1881, dt. Ein Pariser Abenteuer)
- Clair de lune (entstanden wahrscheinlich 1881; veröffentlicht 1899, dt. Mondschein, auch als: Weil der Mond schien … 1898)
- Le Gâteau (entstanden wahrscheinlich um 1881, veröffentlicht 1899, dt, Der Kuchen)
- Vieux objets (entstanden vor 1882, veröffentlicht 1899, dt. Alte Dinge)
- Rêves (entstanden vor 1882, veröffentlicht 1899, dt. Träume)
- Mademoiselle Fifi (1882; dt. Novellen 1898)
- La Bûche (1882, dt. Das Scheit)
- Paroles d’amour (1882, dt. Liebesworte)
- Marroca (1882, dt. Marroca)
- Le Saut du berger (1882, dt. Der Hirtensprung)
- Le Lit (1882, dt. Das Bett)
- L’Aveugle (1882, dt. Der Blinde)
- Magnétisme (1882, dt. Magnetismus)
- Un fils (1882, dt, Ein Sohn)
- En voyage (1882, dt. Auf Reisen)
- Un bandit corse (1882, dt. Ein korsischer Bandit)
- La Veillée (1882, dt. Die Leichenwache, auch als: Eine Vendetta)
- Le Voleur (1882, dt. Der Dieb)
- Confessions d’une femme (1882, dt. Die Beichte einer Frau)
- Un coq chanta (1882, dt. Ein Hahn hat gekräht)
- L’Enfant (1882, dt. Das Kind)
- Le Verrou (1882, dt. Der Riegel)
- Farce normande (1882, dt. Normannischer Spass)
- Mon Oncle Sosthène (1882, dt. Mein Onkel Sosthene)
- La Passion (1882, dt. Eine Leidenschaft)
- Fou? (1882, dt. Irrsinnig?)
- Correspondance (1882, dt. Briefwechsel)
- Une veuve (1882, dt. Eine Witwe)
- La Rouille (1882, dt. Eingerostet)
- Une ruse (1882, dt. Eine List)
- La Rempailleuse (1882, dt. Die Stuhlflickerin)
- Pierrot (1882, dt. Pierrot)
- Un Normand (1882, dt. Ein Normanne)
- Le Pardon (1882, dt. Die Verzeihung)
- La Relique (1882, dt. Die Reliquie)
- La Peur (1882, dt. Die Furcht, auch als: Die Angst)
- Aux champs (1882, dt. Draussen auf dem Lande)
- Un million (1882, dt. Eine Million)
- Le Testament (1882, dt. Das Testament)
- Le Loup (1882, dt. Der Wolf)
- Le Baiser (1882, dt. Der Kuss)
- Menuet (1882, dt. Menuett)
- Madame Baptiste (1882, dt. Madame Baptiste)
- L’Anglais d’Étretat (1882, dt. Der Engländer von Étretat)
- Ce Cochon, le Morin (1882, dt. Dieses Schwein, der Morin)
- La Bécasse (1882; dt. Die Schnepfe 1919)
- La Folle (1882, dt, Die Irre)
- Ma Femme (1882, dt. Meine Frau)
- Rouerie (1882, dt. List)
- La Légende du Mont-Saint-Michel (1882, dt. Die Legende von Mont Saint Michel)
- Yveline Samoris (1882, dt. Yves Samorin)
- Conte de Noël (1882, dt. Weihnachtsgeschichte)
- Nuit de Noël (1882, dt. Weihnachtsnacht)
- Le Remplaçant (1883, dt. Der Stellvertreter)
- À cheval (1883, dt. Hoch zu Roß[27])
- Les Sabots (1883, dt. Die Holzschuhe)
- M. Jocaste (1883, dt. Monsieur Jocaste)
- Auprès d’un Mort (1883, dt. Totenwache)
- Deux Amis (1883, dt. Zwei Freunde)
- En mer (1883, dt. Auf See)
- Réveil (1883, dt. Erwachen)
- Le Père Judas (1883, dt. Der alte Judas)
- L’Homme-fille („Der Weib-Mann“;[28] 1883, dt. Der Mann mit der Hurenseele)
- Mademoiselle Cocotte (1883, dt. Fräulein Kokotte)
- Les Bijoux (1883, dt. Die Schmucksachen)
- Saint-Antoine (1883, dt. Saint-Antoine)
- Apparition (1883, dt. Erscheinung)
- L’Aventure de Walter Schnaffs (1883, dt. Walter Schnaffs Abenteuer)
- L’Âne (1883, dt. Der Esel)
- Un Duel (1883, dt. Ein Duell)
- Le Modèle[29] (1883, dt. Das Modell), verfilmt in La Plaisir
- Miss Harriet (1884; dt. Miß Harriet 1898)
- La Mère Sauvage (1884, dt. Die alte Sauvage)
- Les Sœurs Rondoli (1884; dt. Die Schwestern Rondoli 1898)
- Etude sur Gustave Flaubert (1884; dt. Über Gustave Flaubert, mit einem Nachwort von Elisabeth Edl, 2021)
- Yvette (1884; dt. 1897)
- La Parure (1884, dt. Der Schmuck)
- Le Diable (1886)
- Monsieur Parent (1886; dt. Herr Parent 1898)
- La Petite Roque (1886; dt. Die kleine Roque 1901)
- Le Horla (1887; dt. Der Horla 1898); Neuausgabe: Das unsichtbare Wesen. Aus dem Französischen übersetzt und mit einem Nachwort versehen von Ulrich Klappstein. JMB Verlag 2013. ISBN 978-3-944342-15-3.
- Mademoiselle Perle (Erstdruck 1886 in der Buchausgabe La petite Roque im Verl. Victor Havard, Paris)
- Le Vagabond
- Le Bonheur
- Le Gueux
- Deux amis
- Saint-Antoine
- Un duel
- Le père Milon

Zugeschriebene Autorenschaft
- Les Cousines de la colonelle, par Madame la Vicomtesse de Coeur-Brulant (Die Nichten der Frau Oberst). Die Aufnahme in der BNF verbürgt nicht die Autorenschaft, sondern nur die Existenz des Werks

Romane
- Une Vie (1883; dt. Ein Leben 1894, auch: Ein Menschenleben)
- Bel-Ami (1885; dt. 1892)
- Mont-Oriol (1887; dt. 1888)
- Pierre et Jean (1888; dt. auch Hans und Peter bzw.: Die Brüder 1983)
- Fort comme la mort (1889; dt. Stark wie der Tod. Illustrierte Neuausgabe mit 26 Farbbildern von Jim Avignon; aus dem Französischen von Caroline Vollmann; 2013 Edition Büchergilde; ISBN 978-3-86406-029-8)
- Notre cœur (1890; dt. Unser Herz 1910; auch: Unser einsames Herz 1964/1979)

Publizistik
- Chroniques, 2 Bände (2004)

Reisereportagen
- Au soleil (1884)
- Sur l’eau (1888)
- La Vie errante (1890)

Dichtung
- Des Vers (1880)

## Sammelbände
- Das große Paris. Novellen. München 1919 (= Gesammelte Novellen. Band 1).
- Das kleine Paris. Novellen. München 1919 (= Gesammelte Novellen. Band 2).
- Französische Kleinstädter. Novellen. München 1919 (= Gesammelte Novellen. Band 3).
- Die schönsten Novellen. Ins Deutsche übertragen und mit einem Nachwort versehen von Ferdinand Hardekopf, illustriert von Charles Hug, Zürich 1955 (Büchergilde Gutenberg).

## Zweisprachige Ausgaben
- Der Kuchen und andere Erzählungen / Le gâteau et autres récits. Zweisprachig: Deutsch-Französisch. Aus dem Französischen von Friedrich von Oppeln-Bronikowski. Calambac Verlag, Saarbrücken 2022. ISBN 978-3-943117-19-6.

## Verfilmungen
- 1926: Nur eine Tänzerin, R: Olof Molander, Schweden, Deutschland
- 1934: Fettklößchen, R: Michail Iljitsch Romm, Sowjetunion
- 1936: Eine Landpartie, R: Jean Renoir, Frankreich
- 1939: Bel Ami, R: Willi Forst, Deutschland
- 1947: Die Privataffären des Bel Ami, R: Albert Lewin, Vereinigte Staaten
- 1951: Begierde, R: Karl Georg Külb, BRD
- 1952: Pläsier, R: Max Ophüls, Frankreich
- 1954: Am Anfang war es Sünde, R: František Čáp, BRD, Jugoslawien
- 1955: Bel Ami, R: Louis Daquin, Frankreich, Österreich
- 1958: Ein Frauenleben, R: Alexandre Astruc, Frankreich
- 1968: Bel Ami, R: Helmut Käutner, BRD
- 2012: Bel Ami, R: Declan Donnellan & Nick Ormerod, Vereinigtes Königreich
- 2016: Ein Leben, R: Stéphane Brizé, Belgien, Frankreich

### Hilfsmittel
- Maupassant Criticism. A Centennial Bibliography 1880–1979. Red. Robert Willard Artinian & Artine Artinian, Jefferson, London 1982[30]

### Darstellungen
- Pierre Bayard: Maupassant, juste avant Freud. Minuit, Paris 1994. ISBN 2-7073-1493-5.
- Martin Brucke: Magnetiseure. Die windige Karriere einer literarischen Figur. Rombach, Freiburg im Breisgau 2002. (= Rombach Wissenschaften; Reihe Cultura; 28) ISBN 3-7930-9332-8.
- Marianne Bury: Maupassant. Grandes oeuvres, commentaires critiques, documents complémentaires. Reihe Balises, Série Les écrivains, 10. Klett, Stuttgart & Nathan, Paris 1993. ISBN 3-12-592545-2 & ISBN 2-09-180234-4. In franz. Sprache
- Philippe Dahhan: Guy de Maupassant et les femmes. Essai. Bertout, Luneray (Seine-Maritime) 1996. ISBN 2-86743-253-7.
- Gérard Delaisement: La modernité de Maupassant. Rive Droite, Paris 1995. ISBN 2-84152-019-6.
- Klemens Dieckhöfer: Guy de Maupassant (1850–1893). Beispielhafte Novellen aus dem Werk des französischen Dichters, wie sie sich in der Sichtweise der zeitgenössischen Psychiatrie widerspiegelten. In: Medizinhistorische Mitteilungen. Zeitschrift für Wissenschaftsgeschichte und Fachprosaforschung. Band 36/37, 2017/2018 (2021), S. 0193–197.
- Stefanie Fröschen: Die Krankheit im Leben und Werk Guy de Maupassants. Die Bedeutung seiner Syphilis-Erkrankung für seine Dichtungen. Mainz, Aachen 1999. ISBN 3-89653-579-X.
- Claudine Giacchetti: Maupassant. Espaces du roman. Droz, Genf 1993. (= Histoire des idées et critique littéraire; 320)
- Gisela Haehnel: Bovarysme in der Flaubert-Nachfolge. Am Beispiel von „Une vie“,  „O primo Basílio“ und „Une belle journée“. Sisyphos, Köln 2004, ISBN 3-928637-33-9.
- Josef Halperin. Maupassant der Romancier. Artemis 1961
- Marlo Johnston: Guy de Maupassant, Fayard, Paris 2012, ISBN 978-2-213-62890-5.
- Bettina Kopelke: Die Personennamen in den Novellen Maupassants. Peter Lang, Frankfurt 1990 (= Bonner romanistische Arbeiten, 34) ISBN 3-631-42868-5.
- Ulrike Mayer: Der Aspekt des Fantastischen in Maupassants „Contes et Nouvelles“. Die Faszination der Grausamkeit. Peter Lang, Frankfurt 1990 (= Europäische Hochschulschriften, Reihe 13, 159) ISBN 3-631-43260-7.
- Paul Morand: Vie de Guy de Maupassant. (zuerst: Flammarion, 1942) Pygmalion, Paris 1998, ISBN 2-85704-549-2.
- Thierry Poyet: L’héritage Flaubert Maupassant. Kimé, Paris 2000, ISBN 2-84174-197-4.
- Gisela Riesenberger: MAUPASSANT, Henry René Albert GUY DE. In: Biographisch-Bibliographisches Kirchenlexikon (BBKL). Band 21, Bautz, Nordhausen 2003, ISBN 3-88309-110-3, Sp. 916–972 (Artikel/Artikelanfang im Internet-Archive).
- Jean Salem: Philosophie de Maupassant. Ellipses, Paris 2000, ISBN 2-7298-0343-2.
- Nadine Satiat: Maupassant. Flammarion, Paris 2003, ISBN 2-08-068494-9.
- Alberto Savinio: Maupassant und der „andere“. Suhrkamp, Frankfurt 1988, ISBN 3-518-01944-9, (Reihe bs, 944).
- Dorothea Schurig-Geick: Studien zum modernen „conte fantastique“ Maupassants und ausgewählter Autoren des 20. Jahrhunderts. Winter, Heidelberg 1970 (= Beiträge zur neueren Literaturgeschichte; F. 3,11)
- Arne Ulbricht: Maupassant Biografischer Roman, Klak Verlag, Berlin 2017, ISBN 978-3-943767-79-7.
- Christian Wehr: Imaginierte Wirklichkeiten. Untersuchungen zum 'récit fantastique' von Nodier bis Maupassant. Narr, Tübingen 1997 (= Romanica Monacensia, 52) ISBN 3-8233-4792-6.
- Simon Weipert: Die Novellen Maupassants. Versuch einer werkimmanenten Typologie. Peter Lang, Frankfurt 1989 (= Werkstruktur und Hintergrund, 2) ISBN 3-631-41823-X.